# Freden i Utrecht
Freden i Utrecht består af en række selvstændige fredstraktater, som blev underskrevet af de krigsførende i den Spanske arvefølgekrig. Traktaterne blev indgået i den hollandske by Utrecht i marts og april 1713. Traktaterne mellem en række europæiske lande, heriblandt Spanien, Storbritannien, Frankrig, Portugal, Savoyen og de Forenede Nederlande bidrog til at få afsluttet den Spanske arvefølgekrig. Traktaterne blev indgået mellem repræsentanter for Ludvig 14. af Frankrig og Filip 5. af Spanien på den ene side og repræsentanter for dronning Anne af Storbritannien, Hertugen af Savoyen, kongen af Portugal og de hollandske provinser på den anden.
Traktaten blev at Ludvig 14.'s ambitioner led nederlag og bevarede magtbalancen mellem de europæiske stormagter.

## Forhandlingerne
Frankrig og Storbritannien var nået til enighed i oktober 1711 hvor en foreløbig fred var blevet underskrevet i London. Denne foreløbige aftale var baseret på en stiltiende accept af at Spaniens europæiske besiddelser blev delt. Herefter åbnede en konference i Utrecht den 29. januar 1712, hvor de britiske forhandlere var John Robinson, biskop af Bristol, og Thomas Wentworth, Lord Strafford. Hollænderne accepterede tøvende den foreløbige fred og sendte forhandlere, men den tyske kejser nægtede at deltage indtil han fik forsikring om at betingelserne i den foreløbige fred ikke var bindende. Denne forsikring blev givet, og herefter mødte de kejserlige forhandlere op i februar. Da Filip endnu ikke var anerkendt som spansk konge sendte Spanien i begyndelsen ikke forhandlere, men Savoyen og Portugal var repræsenteret ved forhandlingerne.
Et af de første spørgsmål, som blev diskuteret, var karakteren af garantier som Frankrig og Spanien skulle give om at de ville forblive særskilte kongeriger, og der skete ikke store fremskridt før efter den 10. juli 1712 hvor Filip underskrev en afståelse. Da Storbritannien og Frankrig var blevet enige om en våbenstilstand kom der nu skred i forhandlingerne og de vigtigste traktater blev underskrevet den 11. april 1713.

## Vigtigste punkter
Ifølge traktaten skulle Ludvig 14.'s sønnesøn Filip, hertug af Anjou, anerkendes som kong Filip 5. af Spanien, således at arvefølgen, der var angivet i den afdøde konge Karl 2. af Spaniens testamente. Filip blev imidlertid tvunget til at fraskrive sig retten til den franske trone for sig sig selv og sine efterkommere på trods af at der herskede tvivl om hvorvidt en sådan fraskrivelse var lovlig. På tilsvarende vis fraskrev forskellige andre franske prinser sig retten til den spanske trone for sig selv og deres efterkommere.
Spaniens europæiske besiddelser blev også delt. Savoyen fik Sicilien og dele af hertugdømmet Milano mens Karl 6. som var tysk kejser og ærkehertug af Østrig fik de Spanske Nederlande, Kongeriget Napoli, Sardinien og det meste af hertugdømmet Milano.
Portugal fik anerkendt besiddelsen af området mellem Amazonfloden og Oyapock floden i Brasilien. I 1715 fik også Colonia del Sacramento, som Spanien havde erobret i Uruguay tilbage.
Desuden afstod Spanien Gibraltar og Menorca til Storbritannien og indvilligede i at overdrage briterne Asiento, et værdifuldt monopol på slavehandel. I Nordamerika afstod Frankrig ethvert krav på områderne i Rupert's Land, Newfoundland og Acadia. Den tidligere delte ø Saint Kitts blev også helt afstået til Storbritannien. Frankrig skulle anerkende britisk overhøjhed over Irokeserne og handel med fjerntboende indianere skulle være åben for købmænd fra alle lande. Frankrig beholdt sine andre besiddelser i Nordamerika, herunder Île-Saint-Jean (nu Prince Edward Island) og Île Royale (nu Cape Breton Island), hvor det opførte fæstningen Louisbourg.
En række handeltraktater blev også indgået.
Efter underskrivelsen af traktaterne i Utrecht fortsatte Frankrig med at være i krig med kejser Karl 6. af det tysk-romerske rige indtil 1714 hvor krigen blev afsluttet med Traktaten i Rastatt og Traktaten i Baden. Spanien og Portugal fortsatte med formelt at være i krig med hinanden inden Madridtraktaten i 1750, mens det tysk-romerske rige og Spanien først indgik fred i 1720.

## Reaktioner på traktaterne
De britiske whigger mente ikke at traktaterne var tilstrækkelig vidgående hvad angik territoriale afståelser i betragtning af at Frankrig både i 1706 og igen i 1709 havde udsendt fredsfølere. Whiggerne betragtede sig selv som arvinger til den standhaftige antifranske politik, som var blevet ført af Vilhelm af Oranien og John Churchill – hertugen af Marlborough. Senere i århundredet omtalte whiggen John Wilkes foragteligt freden som "Guds fred, da den unddrager sig enhver forståelse". I det britiske parlament havde toryerne imidlertid fået flertal i Underhuset i 1710, og de ønskede en afslutning på Storbritanniens deltagelse i en europæisk krig. Dronning Anne og hendes rådgivere var nået frem til den samme holdning. Toryerne, som blev ledet af Robert Harley og Viscount Bolingbroke viste sig mere fleksible ved forhandlingsbordet og blev af whiggerne betegnet som pro-franske. Toryerne overtalte dronningen til at adle 12 nye "Tory peers" for at sikre, at traktaten kunne ratificeres i Overhuset.
Selv om de Spanske Nederlandes skæbne især var af interesse for de Forenede Nederlande var den hollandske indflydelse på forhandlingerne ret ubetydelig, selv om forhandlingerne blev ført på deres territorium. Den franske forhandler Melchior de Polignac drillede hollænderne med sit bon mot De vous, chez vous, sans vous, hvilket betød at forhandlingerne blev ført "om jer, hos her, uden jer". Det faktum at Bolingbroke i hemmelighed havde givet den britiske hærfører, hertugen af Ormonde ordre til at trække sig ud af de allierede styrker inden Slaget ved Denain (hvilket han meddelte franskmændene men ikke sine allierede), og den kendsgerning at den i hemmelighed udformede separatfred med Frankrig var et fait accompli, gjorde allieredes indvendinger irrelevante. Under alle omstændigheder opnåede hollænderne deres fællesstyre i de Østrigske Nederlande med den østigsk-hollandske Barrieretraktat i 1715.

## Magtbalancen
Den europæiske magtbalance, som først blev omtalt i 1701 af Charles Davenant i Essays om magtbalancen, blev et tema under krigen og fredsforhandlingerne. Tanken om en magtbalance blev styrket ved udgivelsen af Daniel Defoes tidsskrift A Review of the Affairs of France den 19. april 1709 og det blev en nøglefaktor i de britiske forhandlinger og blev afspejlet i de endelige traktater. Dette tema fortsatte med at være en vigtig faktor i europæisk politik frem til den Franske revolution og dukkede op igen i det 19. århundrede.

## Eksterne kilder
- "The Treaties of Utrecht (1713)" – Kort diskussion og uddrag af de forskellige traktater på François Velde's Heraldica website, med særlig fokus på frasigelser og seneren bekræftelser.
- Artikel X i traktaten mellem Storbritannien og Spanien – Artikel X; om afståelsen af Gibraltar (tekst på engelsk spansk og det originale latin).